# Nguyễn Công Phượng
Nguyễn Công Phượng vietnamski nogometaš, *21. januar 1995.
Za vietnamsko reprezentanco je odigral 54 uradnih tekem in dosegel 11 golov.